# Condado de Međimurje
O Condado de Međimurje (em croata: Međimurska županija) é um condado da Croácia localizado na zona setentrional do país. Sua capital é a cidade de Čakovec. Em sua parte ocidental há montanhas alpinas e encostas, enquanto a parte oriental é formada por planícies[carece de fontes?].
Datado de 1547, o condado possui suas fronteiras exteriores com Eslovênia, Hungria e Áustria e tem como cidades mais próximas Varaždin, Koprivnica, Nagykanizsa, Murska Sobota, Bjelovar, Maribor e Graz. O senso de 2001 totlaiza pouco menos de 120 mil habitantes e sua capital é a cidade de Čakovec.

## Divisão administrativa
O Condado está dividido em 3 Cidades e 22 Municípios.
As cidades são:
- Čakovec
- Mursko Središće
- Prelog

As municípios são:
- Belica
- Dekanovec
- Domašinec
- Donja Dubrava
- Donji Kraljevec
- Donji Vidovec
- Goričan
- Gornji Mihaljevec
- Kotoriba
- Mala Subotica
- Nedelišće
- Orehovica
- Podturen
- Pribislavec
- Selnica
- Strahoninec
- Sveta Marija
- Sveti Juraj na Bregu
- Sveti Martin na Muri
- Šenkovec
- Štrigova
- Vratišinec